# MC-Bauchemie
МЦ Баухемі Україна (MC Bauchemie Ukraine) – одна з компаній міжнародного німецького виробника будівельної хімії та технологій MC-Bauchemie Müller GmbH & Co. KG.
MC-Bauchemie Müller GmbH & Co. KG — німецьке підприємство в галузі будівельної хімії та технологій.
Продукти компанії направлені на вирішення специфічних, часом дуже складних, завдань у галузі створення довговічних бетонних конструкцій: від підбору бетонних сумішей, використовуючи спеціальні хімічні добавки і до захисту бетону, гідроізоляції та декоративних робіт за допомогою високофункціональних інноваційних матеріалів.
Частина цих продуктів виробляється на заводі компанії у місті Березань (Київська область).
Також до активів компанії відноситься сучасна акредитована лабораторія бетону та навчальний центр “MC-Academy”.

## Історія
Генріх В. Мюллер (1915–2010) заснував компанію зі штатом у 25 працівників в 1961 році в Ессені. У 1963 році він побудував завод з виробництва добавок до бетону та розчинів у Ботропі (земля Північна Рейн-Вестфалія). У 70-х роках MC розширив свій бізнес по всій Німеччині. Експансія за межі Німеччини почалася у 1970 і з заснування компанії у Франції.
З приходом до управління синів засновника компанії Клауса-Міхаеля Мюллера та Бертрама Рюдігера Мюллера (1952–2012) група компаній дедалі більше розширювалася територією Європи. Починаючи з дочірньої компанії в Ірландії, з середини 1980-х років, з’явилася велика кількість дочірніх компаній, які все більше виходили за межі європейських кордонів. У січні 1985 року було засновано першу за межами Європи компанію в Нью-Бомбеї, Індія, щоб вийти звідти на азійський ринок.
Після політичних змін у Східній Європі та возз'єднання Німеччини в 1990 році MC-Bauchemie почала зі створення торгових організацій в Східній Німеччині, а в наступні роки – з  торгових організацій та виробництв в країнах колишнього Східного блоку.
У квітні 2005 року була заснована компанія МЦ Баухемі в Україні.
Сьогодні компанія обслуговує клієнтів у понад 50 країнах світу.

## Матеріали та сегменти діяльності
МЦ Баухемі оперує в таких ринкових сегментах:
Напрямок MC для галузі бетону (MC for Concrete Industry) пропонує виробникам бетону хімічні добавки та супровідні матеріали.
Напрямок МЦ для інфраструктури та промисловості (MC for Infrastructure & Industry) розробляє рішення для ремонту та захисту залізобетонних конструкцій мостів, портів, очисних споруд, об’єктів енергетики, а також та різних галузей промисловості України (харчова, важка, легка промисловість тощо). Рішення для ремонту бетону включають в себе ремонтні розчини, покриття для захисту залізобетону, ін’єкційні системи та гідроізоляцію.
Напрямок МЦ для будівель та споруд (MC for Buildings) розробляє рішення для об’єктів комерційної нерухомості: склади, ТРЦ, офісні будівлі тощо.
Напрямок МЦ для житлової нерухомості (MC for Private Properties) пропонує рішення для майстрів та роздрібних покупців. У їх пакет входять продукти для вкладання різноформатної плитки та натурального каменю, гідроізоляція, будівельні плити, тощо. Продукти даного напрямку також активно  представлені у великих будівельних гіпермаркетах.